# Infiniminer
Infiniminer, ook wel Infiniminer: The Final Blockening, is een openwereldspel, ontworpen door Zachary Barth in 2009. Het spel kreeg grotere bekendheid als inspiratie voor het door Markus Persson ontwikkelde Minecraft. Infiniminer is gebaseerd op eerdere spellen zoals Infinifrag, Team Fortress en Motherload.
Het spel is gebaseerd op kubusvormige blokken, waarin de speler speelt als een mijnwerker die op zoek is naar mineralen door tunnels te graven en structuren te bouwen.

## Geschiedenis
Zachary Barth had al verschillende spellen ontwikkeld tijdens zijn studietijd, jaren voordat Infiniminer werd gemaakt. Deze spellen hadden echter slechts beperkt succes buiten zijn kleine groep fans. Een van deze spellen was Infinifrag, dat geïnspireerd was door de populaire first-person shooters en real-time strategyspellen van die tijd. Infinifrag had al een driedimensionale wereld die bestond uit kubusvormige blokken.
Na zijn afstuderen begon Barth te werken bij Microsoft. In zijn pauzes en in zijn vrije tijd werkte hij samen met een vriend verder aan het idee van de blokkenwereld van Infinifrag. In plaats van de nadruk te leggen op het vechten tegen andere spelers, richtten ze zich op het bouwen en afbreken van blokken. Het nieuwe spel kreeg de naam Infiniminer, vanwege het mijnbouwthema.
Toen de eerste versie van het spel veel enthousiasme opwekte, besloot Barth het verder te ontwikkelen en bracht hij tussen april en mei 2009 meerdere updates uit. In de update naar versie 1.5 vergat hij echter de broncode van het programma te verbergen. Dit zorgde ervoor dat iedereen de code kon inzien, aanpassen en uitbreiden, wat leidde tot verschillende onofficiële versies en spelmodificaties.
Uiteindelijk besloot Barth de broncode onder de MIT-licentie beschikbaar te stellen.

## Het spel

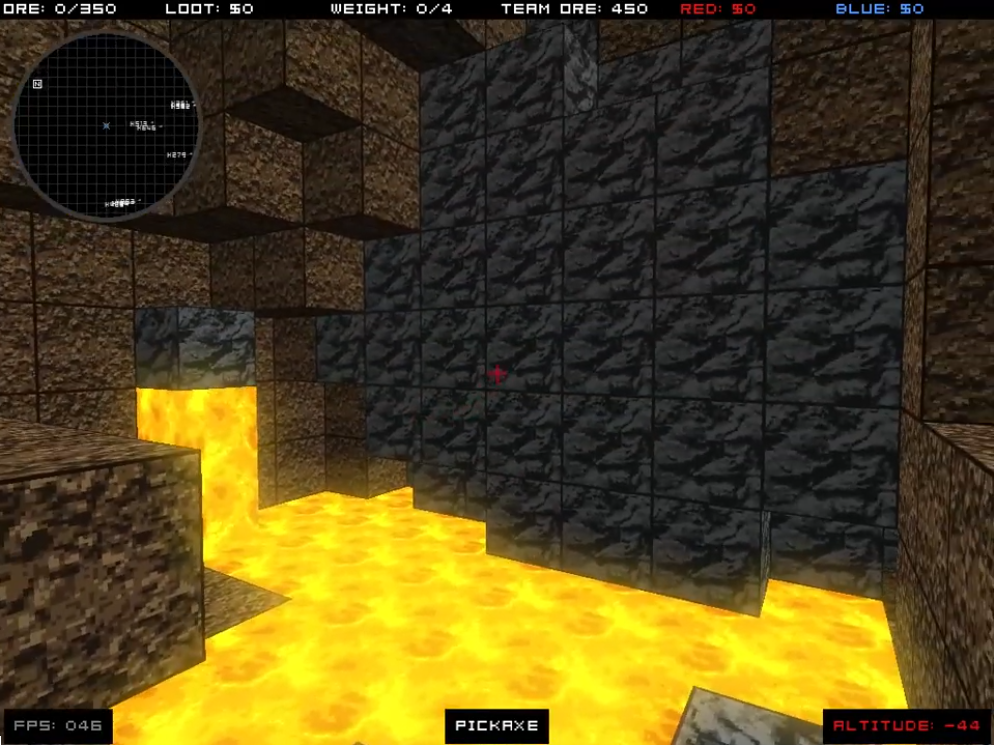
Een screenshot in Infiniminer van een grot met een vloer van lava

Infiniminer was oorspronkelijk bedoeld als een teamgebaseerd competitief spel, waarbij het doel was om kostbare metalen te vinden, op te graven en naar de oppervlakte te brengen om punten voor het team van de speler te verdienen. Twee mijnbouwteams, het rode team en het blauwe team, moesten tegen elkaar strijden en het was de bedoeling om sneller dan het andere team een vooraf bepaalde hoeveelheid ertsen af te graven. Elke speler moest een van de vier beschikbare spelersklassen kiezen:
- Miner: deze speler is snel in het afgraven van blokken.
- Prospector: deze speler is goed in het vinden van waardevolle ertsen.
- Engineer: deze speler kan veel blokken plaatsen, zoals bijvoorbeeld wegen.
- Sapper: deze speler is de enige die TNT-blokken kan plaatsen en kan laten ontploffen.

Naarmate het spel populairder werd, richtten spelers zich echter steeds meer op het bouwen van objecten in de spelwereld, in plaats van de oorspronkelijke focus op competitie.